# Chicagoan
Chicagoan war eine US-amerikanische Automobilmarke, die von 1952 bis 1954 von der Triplex Industries Ltd. in Blue Island, Illinois gebaut wurde.

## Chicagoan
Das zweisitzige Cabriolet basierte auf dem Willys Aero Lark und besaß eine Karosserie aus GFK. Der Chicagoan war als Komplettfahrzeug für 2500 US-Dollar oder als Kit für 1500 Dollar erhältlich. Vom Spenderfahrzeug übernahm der den Sechszylinder-Reihenmotor mit 2638 cm³ Hubraum, der 75 bhp (55 kW) bei 4000 min−1 lieferte. Auf Wunsch waren stattdessen auch zeitgenössische V8-Motoren erhältlich. In drei Jahren entstanden 15 Chicagoan.

## Triplex
1954 wurde die Firma in Ketcham’s Automotive Corporation umbenannt und zog nach Chicago (Illinois) um. Der Wagen hieß nun nicht mehr Chicagoan, sondern wurde als Triplex Lightning angeboten. Während der Preis für das fertige Fahrzeug gleich blieb, kostete der Kit nun 2000 Dollar. Anstatt der Willys-Motoren wurden standardmäßig V8-Motoren von Ford eingesetzt. Noch bis 1955 gab es den Triplex zu kaufen.